# Pearson PLC
Pearson PLC é uma empresa multinacional britânica de publicação e educação com sede em Londres, no Reino Unido. É a maior empresa de educação e maior editora de livros do mundo, líder de mercado no Reino Unido, Índia, Austrália e Nova Zelândia, além de ocupar o segundo lugar nos Estados Unidos e Canadá. A empresa foi criada no dia 1 de janeiro de 1844 por Samuel Pearson e está hoje presente em 60 países em todo o mundo. A Pearson detém o grupo Financial Times, editor do jornal Financial Times. Detém também uma participação de 50% no Financial Times Limited, através do grupo Economist, e 50% da revista financeira The Economist. O Penguin Group, que também pertence a Pearson segundo a publicação no campo das marcas: Allen Lane, Avery, Berkley Books, Disco, Dutton, Dorling Kindersley, Grosse & Dunlap, Hamish Hamilton, Joaninha Livros, pena, Puffin Books e do grupo Penguin, com as marcas: Pinguim Putnam Inc., Michael Joseph, Riverhead, Áspero Guias e Viking Press.

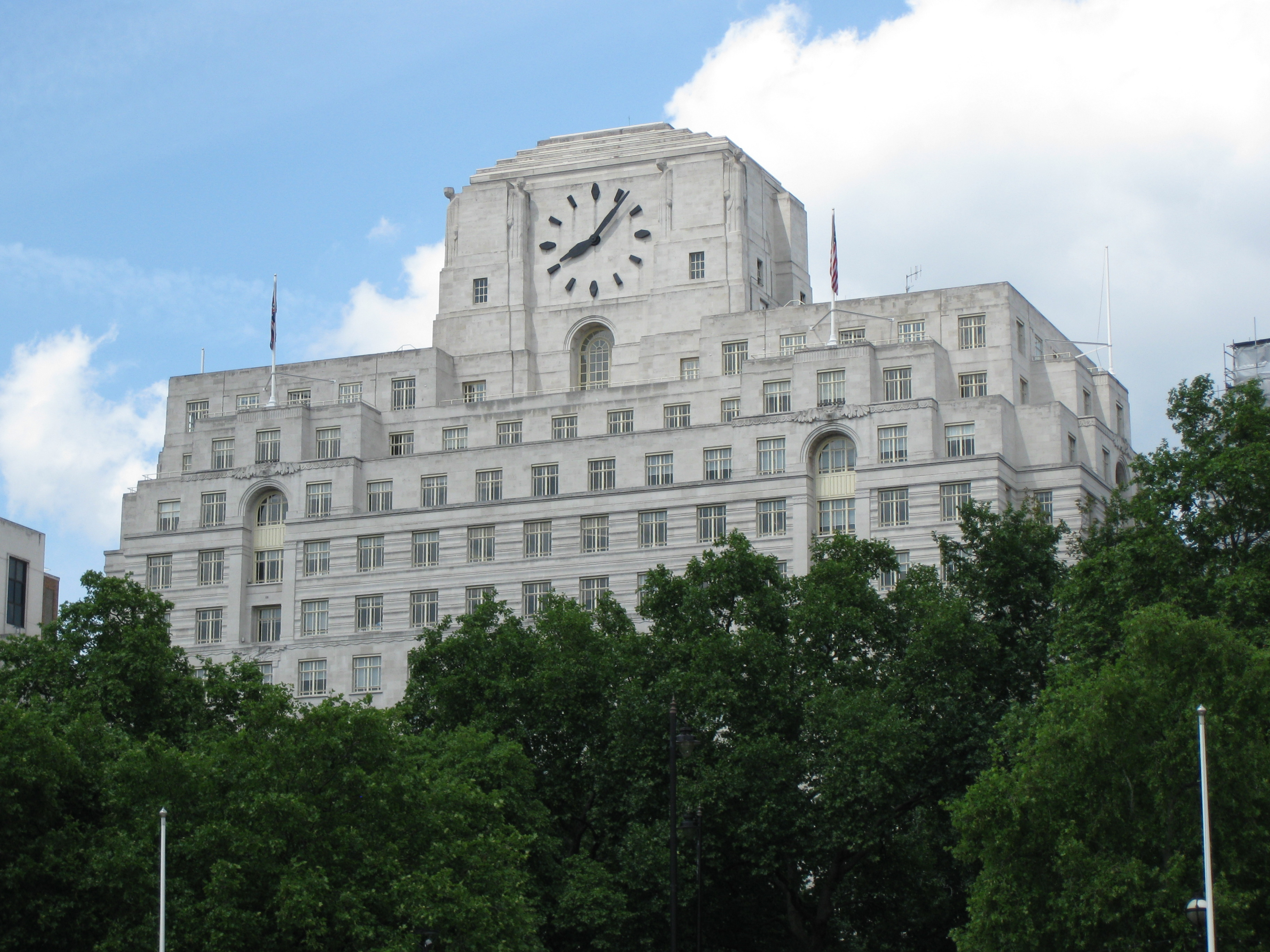
80 Strand (Shell Mex House) em Londres, a sede da Pearson

Em maio de 2013, Pearson anunciou uma nova estrutura organizacional. A nova estrutura reúne as empresas em torno de três linhas globais de negócios – Educação, Ensino Superior e Profissional. O grupo Financial Times e Pearson inglesa farão parte da Pearson Profissional. A Pearson, possui cerca de 3,5 mil escolas no Brasil, Estados Unidos, América Latina, Europa, Ásia e África.
Pearson detém 47% no Penguin Random House, maior editora de livros do mundo, e 50% de participação no Grupo Economist, o grupo editorial que é especializado em negócios internacionais. A Pearson tem uma cotação primária na Bolsa de Valores de Londres e é um componente do Índice FTSE 100. Ele tem uma listagem secundária na Bolsa de Valores de Nova York sob a forma de American Depositary Receipts. Juntamente com a Bertelsmann AG, uma joint venture detida pela Penguin Random House. Além disso, parte do Grupo FTSE para o resultado de uma joint venture entre a London Stock Exchange com o Financial Times. Eles identificaram uma série de índices de ações, o mais conhecido do FTSE 100. O número de funcionários em 2008: 30.000. O volume de negócios em 2007: 4,2 mil milhões de libras (8,4 bilhões de dólares). O lucro líquido em 2007, 634 milhões de libras (1,2 bilhões de dólares). Seu atual presidente executivo e do conselho de administração é Glen Moreno desde 1 de outubro de 2005 e o diretor executivo é John Fallon desde 1 de janeiro de 2013.

## História
A empresa foi fundada por Samuel Pearson no dia 1 de janeiro de 1844 como uma companhia de construção e engenharia operando em Yorkshire sob o nome de S. Pearson & Son. Em 1880, o controle passou para seu neto Weetman Dickinson Pearson, um engenheiro, que em 1890 mudou-se a empresa para Londres e transformou-o em uma das maiores empresas de construção do mundo. A empresa construiu o túnel Blackwall sob o rio Tâmisa em Londres entre 1892 e 1897. Ele também construiu Admiralty Porto em Dover, Halifax Dry dock no Canadá, a Sennar Dam no Sudão, o Rio East Railway Tunnels em Nova York, o Grand Canal mexicana que drenado Cidade do México, a estrada de ferro Tehuantepec, no México, e ferrovias e portos em todo o mundo. 
Em novembro de 1915, a empresa iniciou a construção de HM Factory, Gretna, a maior fábrica de pólvora no Reino Unido durante a Primeira Guerra Mundial. Em 1919, a empresa adquiriu uma participação de 45% no ramo de Londres de banqueiros Lazard irmãos, um interesse que foi aumentado para 80% em 1932, durante os anos de depressão. Pearson continuou a deter uma participação de 50% até 1999. Entre os seus projetos finais foi à conclusão do Sennar Dam, no Sudão, em 1925. O negócio de construção original foi fechado até 1925. 
Em 1926, a Pearson adquiriu um número de diário local e jornais semanais no Reino Unido, que se combinou para formar o grupo de Westminster Press. Em 1957, ela comprou o Financial Times e adquiriu uma participação de 50% no The Economist. A Editora Longman foi adquirida em 1968. A empresa foi listada em primeiro lugar na London Stock Exchange em 1969, e no ano seguinte adquiriu a Penguin Books. Ele passou a comprar paperback publisher Pinguim em 1970, e em 1972, marca infantil Joaninha Books. Em 1986, Pearson investido no consórcio British Satellite Broadcasting, que, alguns anos mais tarde se fundiram com a Sky plc para formar uma nova empresa, a British Sky Broadcasting (Bskyb). 
Durante os anos 1990, a Pearson adquiriu um número de ativos de produção de televisão e de radiodifusão (incluindo o ex-franqueado ITV Thames Television) e vendeu a maior parte de seus ativos não mídia, sob a liderança do futuro congressista EUA Bob Turner. Westminster Press foi vendida para Newsquest em 1996. Pearson adquiriu a divisão de educação da Harpercollins em 1996 a partir News Corporation e Simon & Schuster em 1998 a partir Viacom e fundiu-a com sua própria unidade de educação, Addison-Wesley Longman para formar Pearson Education. Pearson adquiriu Dorling Kindersley, a editora de referência ilustrada e integrou-lo dentro de Penguin, em março de 2000 e, em seguida, comprou adquiriu Sistemas Nacionais de computador (NCS), em setembro de 2000 para entrar no mercado de sistemas de avaliação e de gestão escolar de ensino nos Estados Unidos. 
Em 2001, o grupo criou a marca Alps, que proporciona cursos de Inglês, para pessoas que necessita aprender de uma forma urgente. É o caso de empresários que precisam fazer negócios em outro idioma, estudantes que estão com viagem marcada para o exterior, entre outros diversos casos. Em 2002, a Pearson vendeu sua participação de 22% na RTL Group, para 1,5 bilhões de Euros, e depois comprado áspero Guides, o editor de viagens, e trouxe-o sob Penguin. Pearson adquiriu Edexcel, um fornecedor de qualificações no Reino Unido, em 2003 e adquiriu cerca de 80% de participação na Meximerica Media Inc por US $ 16,5 milhões para o mercado hispânico EUA inchaço em 2004. Em 2004, surgiu a Worktek. 
Diferente da Wizard e da Alps, a Worktek disponibilizou no mercado cursos de ensino profissionalizante, que vieram para atender o público jovem das classes C e D. A empresa conta com mais de 3.000 escolas franqueadas, gera mais de 20 mil empregos e atende cerca de 700 mil alunos. Pearson posteriormente comprado uma série de outras empresas de teste e avaliação, incluindo as tecnologias do conhecimento, em 2004, AGS em 2005, e Sistemas Nacionais de Avaliação e Promissor em 2006. 
Pearson adquiriu Sistemas de Avaliação Nacional, provedora de avaliações estaduais personalizadas para certificação de professores em os EUA, em abril de 2006 e anunciou que tinha concordado em adquirir Harcourt Avaliação e Harcourt Education International da Reed Elsevier por US$ 950 milhões em dinheiro em maio de 2007. Pearson, em seguida, concluiu a aquisição de Avaliação Harcourt, a fusão dos negócios adquiridos em Pearson Avaliação e Informação. Pearson adquiriu também ecollege, um grupo de tecnologia de aprendizagem digital por US$ 477 milhões em maio de 2007. Em fevereiro de 2008, Pearson anunciou a venda de sua divisão de Pearson Data Management (anteriormente a fabricação scanner e manutenção divisão do NCS Inc.) para Scantron Corporation (parte da M & F Worldwide), que tinha sido o seu principal concorrente. Pearson adquiriu Wall Street Inglês por US$ 145 milhões em 2009 e comprou a divisão de sistemas de aprendizagem escolar do Sistema Educacional Brasileiro (SEB) por US$ 497M em 2010. Também em 2010, a Pearson vendeu sua participação de 61% na Interactive Data de fundos de investimento administrados pela Silver Lake Partners e Warburg Pincus por US$ 2 bilhões. 
Em julho de 2011 Pearson anunciou a criação de Pearson College, um provedor de grau britânica com sede em Londres e Manchester. Também em 2011, a Pearson adquiriu Conexões Educação e concordou em vender sua participação de 50% no FTSE International Limited para a Bolsa de Valores de Londres por £ 450 milhões. Pearson entrou em conversações com o conglomerado rival Bertelsmann, com a possibilidade de combinar suas respectivas editoras, Penguin Group e Random House em outubro de 2012. As casas são consideradas dois dos "Big Six" editoras. Em 29 de outubro de 2012, Pearson disse que iria fundir Penguin Books com da Bertelsmann Random House para criar maior editora de livros de consumo do mundo. 
Em seguida, maio de 2012 Pearson anunciou a aquisição da Global english Corporation, um americano de Inglês para Negócios software e soluções da empresa, em uma transação em dinheiro. Em maio de 2013, a Pearson anunciou uma nova estrutura organizacional e um novo plano de reestruturação a fim de acelerar a sua penetração em termos de investimentos na aprendizagem através de meios digitais, serviços de educação e mercados emergentes, depois de prever lucros mais fracos. A mudança também suporta e leva em conta a decisão de separar o negócio de publicação e a dissociação entre o negócio editorial consumidor pinguim em uma entidade separada com Random House focada na formação de uma entidade separada, juntamente com constituindo a Pinguim Random House. Esta nova estrutura combina as empresas de educação separadas, Pearson International e Pearson América do Norte sob em uma empresa chamada Pearson. 
A Pearson está organizando em torno de três linhas globais de negócios - escola, ensino Superior e Profissional. O Financial Time Group e a Pearson Inglês fará parte da Pearson Professional. A Pearson é proprietária de 47% da Penguin Random House, a maior editora de livros do mundo, e 50% do Economist Group, especializada em grupo editorial internacional de negócios. Pearson está listada na Bolsa de Valores de Londres e faz parte do FTSE 100. Além disso, também ele listada na New York Stock Exchange. 

## No Brasil
Em 22 de julho de 2010, a Pearson adquiriu a participação acionária no Sistema Educacional Brasileiro (SEB), que administra as redes de ensino COC, Dom Bosco e Pueri Domus por R$ 888 milhões. Em 4 de dezembro de 2013, o grupo britânico comprou a totalidade do Grupo Multi Holding que inclui as redes de ensino de idiomas Wizard, Yázigi e Skill, entre outras, por R$ 1,35 bilhão. A empresa britânica, dona do Financial Times, assume também uma dívida de R$ 250 milhões do grupo brasileiro. Em 30 de janeiro de 2017, a rede de ensino de idiomas Pueri Domus foi readquirida pelo Grupo SEB, da família Zaher, e em 20 de junho do mesmo ano vendeu as redes de cursos profissionalizantes Microlins, S.O.S Educação Profissional e People Computação (todas que também pertenciam ao Grupo Multi) para o grupo Prepara Cursos (hoje MoveEdu). Em 6 de março de 2021, a COC e a Dom Bosco foram vendidas para o grupo Arco Educação.